# Undertaker (bande dessinée)
Pour les articles homonymes, voir Undertaker (homonymie).
Undertaker est une série de bande dessinée francophone de western scénarisée par Xavier Dorison, dessinée par Ralph Meyer et mise en couleurs par Caroline Delabie et Ralph Meyer. Elle est éditée par Dargaud Bénélux. Elle met en scène Jonas Crow, ancien soldat de la guerre de Sécession et désormais croque-mort itinérant dans l'Ouest américain.

## Création
L'idée de créer un western germait depuis longtemps dans l'esprit de Xavier Dorison et Ralph Meyer. Pour se démarquer des codes du genre, Ralph Meyer propose d'incarner le protagoniste en croque-mort, créant ainsi un contraste saisissant avec l'univers traditionnel du Far West. Cette approche audacieuse permet de subvertir les conventions: là où le western classique met en scène un shérif en héros, Xavier Dorison substitue un fossoyeur au centre du récit.
Le parti pris graphique de Ralph Meyer s'enracine dans le réalisme caractéristique de la bande dessinée franco-belge, tout en lui insufflant une dimension contemporaine.  Sur Undertaker, l'artiste revendique ouvertement l'influence majeure de Jean Giraud tout en précisant qu'il s'en éloigne davantage à chaque album . 
Le scénariste, le dessinateur et la coloriste travaillent par allers-retours en donnant leur avis sur la partie des autres.

## Synopsis
Premier cycle, "Le mangeur d'or": 1868, quand Jonas Crow, croque-mort itinérant recherché pour plusieurs meurtres qu'il aurait commis à la fin de la guerre de Sécession alors qu'il s'appelait encore "Strikland" a vent d'une annonce pour enterrer Joe Cusco, un riche propriétaire minier, dans une ville voisine, Anoki City, il se met en route dans son corbillard.
Arrivé sur place, il découvre Cusco bien vivant. Avant de décéder, Cusco avale ses précieuses pépites d'or pour les emmener avec lui dans l'éternité. Le secret est éventé et provoque la fureur des mineurs de la ville.
Ainsi débute l'aventure qui va l'amener, en compagnie de Rose Prairie, ancienne gouvernante anglaise, de Mademoiselle Lin, émigrée chinoise, et de son cher animal de compagnie, Jed, vautour de son état, à essayer de respecter les derniers volontés de l'homme et à révéler qu'il est plus qu'un simple croque-mort solitaire !

## Personnages
- Jonas Crow : croque-mort solitaire qui va de ville en ville quand on lui offre du travail. Ancien soldat, il cache son lourd passé.
- Mademoiselle Lin : ancienne servante chez Joe Cusco auquel elle est attachée par l'honneur et la loyauté.
- Rose Prairie : ancienne gouvernante de Joe Cusco, elle est contrainte de suivre Jonas pour respecter les dernières volonté de son patron décédé.
- Jed : vautour blessé recueilli par Jonas et qui le suivra dans ses aventures.

## Albums
- Tome 1 : Le Mangeur d'or (2015)
- Tome 2 : La Danse des vautours (2015)
- Tome 3 : L'Ogre de Sutter Camp (2017)
- Tome 4 : L'Ombre d'Hippocrate (2017)
- Tome 5 : L'Indien blanc (2019)
- Tome 6 : Salvaje (2021)
- Tome 7 : Mister prairie (2023)
- Tome 8 : Le Monde selon Oz (19 septembre 2025)

Un Artbook de la série est publié en fin d'année 2022,.

## Thèmes abordés
Les diptyques de la série Undertaker abordent chacun des problématiques universelles et contemporaines, tout en respectant les codes du western. Voici une synthèse des thèmes traités dans chaque cycle :
- Le cycle du Mangeur d'or : l'opposition entre la justice et la morale traitée par les questions de l'avidité et l'accaparement des richesses.
- Le cycle de l'ogre: l’utilitarisme social et médicale abordé via les questions du pouvoir de vie et de mort et de l'eugénisme
- Le cycle de l'Indien blanc : les enjeux liés à l'identité, l’intégrité et la loyauté abordés via les thématiques de races sociales et du droit des minorités
- Le cycle de Sister Oz : le droit à disposer de son propre corps et le fanatisme religieux traités via l'avortement, l'homosexualité et l'oppression du fanatisme religieux.

Dans l’ensemble, la série Undertaker utilise le cadre du western pour explorer des thèmes actuels et profonds de façon décalée. 

## Succès commercial
La série est un succès commercial. En 2021 les six tomes se sont écoulés à 585 000 exemplaires.

## Prix et distinctions
- 2015 : Prix Saint-Michel du meilleur dessin à Ralph Meyer[7]
- 2015 : fait partie de la sélection officielle du festival d'Angoulême dans la catégorie « La sélection polar »[8]
- 2016 : Finaliste Prix de la BD Fnac[9] pour le tome 1 : Le Mangeur d'or
- 2016 : Prix de la BD Fnac Belgique[10] pour le tome 1 : Le Mangeur d'or